# Pudu mephistophiles
O Pudu-do-norte (Pudu mephistophiles) é uma espécie de cervídeo de pequeno porte do gênero Pudu, nativo da Cordilheira dos Andes.

## Características
É o menor cervídeo do mundo com no máximo de 70 cm de comprimento  e de 32 a 35 cm de altura pesando entre 3,3 e 6 kg.  Os chifre são curtos e as orelhas são pequenas e arrendondadas. A pelagem é de cor marrom-avermelhado, com a garganta de cor parda e cabeça negra. A glândula pré-orbital é pequena. 

## Distribuição e habitatt
Ocorre nos páramos da Colômbia, Equador e Perú, entre os 2000 e 4000 m de altitude.